# Schandaal
Een schandaal is een beschuldiging of verdachtmaking die de reputatie van bijvoorbeeld een instituut, bedrijf of individueel  persoon beschadigt. Het gaat vaak om (vermeend) ongepast, amoreel of crimineel gedrag dat erg veel openbare aandacht te verwerken krijgt. Een schandaal kan gebaseerd zijn op ware dan wel valse beweringen, of een combinatie van deze twee. 

## Ontstaan
Een schandaal wordt gelanceerd door een tipgever, klokkenluider, journalist, hacker, die soms nauw betrokken is bij de persoon of zaak die in het schandaal wordt beschuldigd. Er kunnen allerlei motieven meespelen, zoals rancune of wraak, chantage, rechtvaardigheidsgevoel, sensatie, winstbejag en hang naar publiciteit.

## Gevolgen
Veel schandalen beschadigen een gevestigde reputatie zo sterk dat het grote publiek zich massaal van de betrokken persoon of instelling afkeert en/of altijd een zeker wantrouwen blijft koesteren. President Richard Nixon werd zo bijvoorbeeld tot aftreden gedwongen vanwege het Watergate-schandaal en kon zijn negatieve reputatie nooit meer van zich afschudden. De Duitse popgroep Milli Vanilli was in 1990 kortstondig enorm populair, tot uitlekte dat ze al hun nummers playbackten waarna hun carrière volledig instortte.
Soms heeft een schandaal ook geen of minder ernstige gevolgen voor de beschuldigde. President Ronald Reagan werd in 1987-1988 beschuldigd van betrokkenheid bij het Irangate-schandaal, maar zijn populariteit ondervond hierdoor geen ernstige problemen. Hetzelfde overkwam Bill Clinton tijdens de Lewinsky-affaire. In bepaalde situaties en afhankelijk van de ernst van de aanklacht wordt iemands reputatie jaren later of pas na zijn dood weer in ere hersteld. Er zijn zelfs gevallen bekend waarbij het schandaal de naamsbekendheid en populariteit juist deed stijgen in plaats van hier afbreuk aan te doen. De punkgroep The Sex Pistols choqueerde het establishment met hun subversieve uiterlijk, gedrag en teksten, maar juist hierdoor werden ze wereldberoemd. 
Soms zetten personen of bedrijven zelf een schandaal in scène in de hoop dat de controverse hun veel publiciteit zal bezorgen, wat goed is voor hun verkoop. Onder meer popzangeres Madonna en het bedrijf Benetton hebben schandalen gebruikt uit reclamedoeleinden.